# Klokkarvik
Klokkarvik ist eine Ortschaft in der norwegischen Kommune Øygarden in der Provinz (Fylke) Vestland mit 750 Einwohnern (Stand: 1. Januar 2024).

## Geografie
Klokkarvik liegt im Südosten der Insel Sotra am Lerøyosen, einem schmalen Sund zwischen den Inseln Lerøyna und Sotra, der den Krossfjord im Süden mit dem Raunefjord im Norden verbindet.

## Wirtschaft und Infrastruktur
In Klokkarvik befindet sich eine Tagesklinik für Drogenentzug mit 18 Behandlungsplätzen für Männer, die dem Haukeland Universitätskrankenhaus in Bergen unterstellt ist. Des Weiteren hat der Ort einen Kindergarten sowie eine Kirche, die gleichzeitig Zentrum der Kirchengemeinde Sund ist.
Eine Fähre verbindet Klokkarvik mit den Inseln Lerøyna und Bjelkarøyna mit Hjellestad in der Gemeinde Bergen auf dem Festland. Dies ist neben der Sotrabrua die einzige Festlandsverbindung der Gemeinde Øygarden.

## Kirche

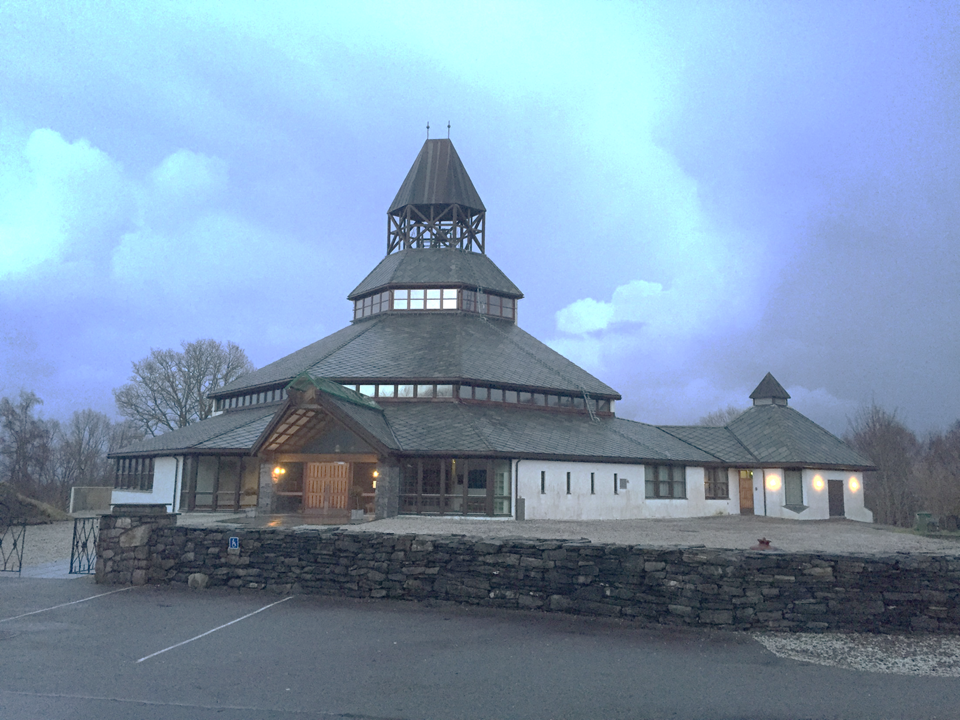
Sund Kirche

Das Bergens kalvskinn, ein Verzeichnis über die Grundeigentümer des Bistums Bjørgvin aus der Mitte des 14. Jahrhunderts, und ein Diplom von 1337 deuten darauf hin, dass schon im Mittelalter eine Kirche, vermutlich eine Stabkirche, in Klokkarvik stand. 1673 wurde die Mittelalterkirche abgerissen und durch eine neue Kirche ersetzt. 1877 wurde der Grundstein für einen neuen Kirchenbau nach Plänen des Architekten Conrad Fredrik von der Lippe gelegt und die alte Kirche darauf abgerissen.
1994 brannte die Kirche ab und wurde drei Jahre später durch die moderne Sund kyrkje nach Plänen des Architekten Peder A. Ristesund ersetzt.

## Name
Der Name Klokkarvik leitet sich vom Norwegischen klokkar – Glöckner oder Küster – und vik – Bucht ab.